# Алмалы (Байтерекский район)
Алмалы (каз. Алмалы, до 2020 г. — Чесноково) — село в Байтерекском районе Западно-Казахстанской области Казахстана. Входит в состав Егиндибулакского сельского округа. Код КАТО — 274459200.
Село расположено на реке Деркул.

## Население
В 1999 году население села составляло 170 человек (90 мужчин и 80 женщин). По данным переписи 2009 года, в селе проживало 85 человек (42 мужчины и 43 женщины).